# 宁夏猫蛛
宁夏猫蛛（学名：Oxyopes ningxiaensis）为猫蛛科猫蛛属的动物。在中国大陆，分布于宁夏等地。该物种的模式产地在宁夏。